# 2748 Патрік Ген
2748 Патрік Ген (2748 Patrick Gene) — астероїд головного поясу, відкритий 5 травня 1981 року.
Тіссеранів параметр щодо Юпітера — 3,305.